# العربجي (فلم)
العربجي  فيلم دراما مصري للمخرج أحمد فؤاد عام 1983 كتب القصة والسيناريو والحوار السيناريست وحيد حامد. الفيلم من بطولة محمود ياسين، يونس شلبي، شويكار، معالي زايد، بهجت قمر، ونبيل بدر  وتدور الأحداث حول العربجي سيد وتابعه جنش وما يحدث لهم عندما يفوز العربجي بمبلغ كبير عن طريق ورقة «يانصيب» وما تصير اليه الحياة مع المال الحرام.
صدر الفيلم إلى دور العرض المصرية في 7 نوفمبر 1983.
منح موقع قاعدة بيانات الأفلام على الإنترنت (IMDB) الفيلم درجة 4.4/ 10.
منح موقع قاعدة بيانات الأفلام العربية «السينما.كوم» الفيلم درجة 6.1/ 10.

## طاقم التمثيل
محمود ياسين: في دور سيد (العربجي)
يونس شلبي: في دور جنش (مساعد سيد العربجي)
شويكار: في دور فكيهة (زوجة سيد)
معالي زايد: في دور شلبية (حبيبة جنش)
بهجت قمر: في دور الشيخ نظير
نبيل بدر: في دور تاجر الأغذية الفاسدة
زيزي مصطفى: في دور الراقصة
كتكوت الأمير: في دور المطرب
فاروق يوسف: في دور سامح (المتردوتيل)
عماد محرم: في دور مراد (مستورد الأغذية الفاسدة)
شوقي شامخ: في دور ضابط المباحث
محمد أبو حشيش: في دور تاجر الفاكهة
سمير وحيد: في دور ضابط شرطة
رياض الخولي: في دور ضابط مرور
أمير عنتر: في دور أبو جبل (تاجر أغذية)
رشوان مصطفى: في دور بائع الملابس
سيد مصطفى: في دور نادل
علي الشريف الصغير: في دور صبي بائع الخضروات
شكري منصور: في دور تاجر أغذية
بالاشتراك مع: عبد العزيز عيسى – فايزة عبد الجواد – لويس يوسف – صالح العويل

## أغنية الفيلم
غنى كتكوت الأمير أغنية «يا واد يا فل»

## أحداث الفيلم
يقيم سيد (محمود ياسين) في حي البغالة مع زوجته فكيهة (شويكار) وأبنائه الأربعة، وسيد يعمل «عربجي» ويمتلك عربة كارو وحصان، يساعده في نقل البضائع صبيه جنش (يونس شلبي) الذي يقيم مع الحصان في «العربخانة». يشتري سيد بشراء ورقة يانصيب من شلبية (معالي زايد) التي يحبها جنش، وتربح الورقة مبلغ ألف جنيه، ويريد سيد تغيير حياته بتلك الثروة التي حصل عليها، لكن الشيخ نظير (بهجت قمر) دافن الموتى، ينصحه بالتخلص من ذلك المال الحرام، لأنه سيكون وبالا عليه وعلى بيته. تعارض فكيهة الشيخ نظير، ولكن سيد يقرر إعادة المال لصاحبه، وهو الشيطان، وذلك بصرفه في طرق شيطانية. يقوم سيد وصبيه جنش بتغيير هيئتهما، بارتداء القميص والكرافيت، ويصبحوا بهوات، ويخبر زوجته أنه وجنش ذاهبين للعزاء في موت حمار. يتوجه سيد وتابعه إلى ملهى ليلى بأحد الفنادق الكبرى ويحتسون الخمر، ويلتقون بمستورد الأغذية الفاسدة مراد (عماد محرم) ويتشاجر معه جنش، ليقوم المتردوتيل سامح (فاروق يوسف) بطرد سيد وجنش من الملهى. يحتار سيد في كيفية إنفاق ذلك المال، وتدلهم شلبية على بعض العمال الذين يلعبون القمار، ليلعب معهم سيد ويخسر أمواله، ثم يربح عدة آلاف من الجنيهات، ويقرروا العودة للملهى الليلي، كما يمنح شلبيه خمسون جنيها لتشترى الملابس المناسبة. يريد سيد تنقيط الراقصة بمبلغ ألف جنيه، ويشاهده ضابط المباحث (شوقي شامخ) الذي يتفقد الملاهي الليلية ليقتنص محدثي النعمة والذين ينفقون ببذخ فيقبض عليهم. تثبت التحريات أن المال لم يأتي من مصادر ممنوعة ويفرج عنهم. يقرر سيد التخلص من كيس المال ويلقيه في النيل، ولكن جنش يلقي بنفسه وراء النقود ويتمكن من إنقاذها، ليحتفظ بها لنفسه وشلبية. يقوم جنش وشلبية بإستثمار المال في صفقة لحوم معلبة فاسدة وبيعه بالطريق العام لأهل البغالة، الذين يصيبهم التسمم الغذائي، ويتم القبض عليهم. يكتشف الضابط (سمير وحيد) أن الفاتورة مدون بها أن المعلبات غير صالحة للإستخدام الآدمي. يتقدم سيد للدفاع عن جنش، وينصح الضابط بالقبض على صاحب مخازن الأغذية الغير صالحة، ويتعاون معه بعد أن يتنكر الضابط في شخصية «صبي عربجي» يدعى زينهم، ويشتروا بضاعة من المدير (نبيل بدر). تقوم قوات الشرطة بالقبض على الجميع، وبعد التحقيقات يفرج عن سيد وجنش وشلبية، ويقطع سيد علاقته بجنش، ولكن زوجته فكيهة تطلب منه العفو عنه، فيعيده للعمل ليبحثوا عن الرزق الحلال.

## وصلات خارجية
- مقالات تستعمل روابط فنية بلا صلة مع ويكي بيانات
- العربجي على موقع الدهليز

https://www.youtube.com/watch?v=kyZwDCAa_zk العربجي (فيلم)